# Biała lwica
Biała lwica – tytuł oryginalny (szw.) Den vita lejoninnan – powieść kryminalna wydana w roku 1993, autorstwa szwedzkiego pisarza Henninga Mankella, stanowiąca trzecią w serii o przygodach Kurta Wallandera. Jej polskie tłumaczenie ukazało się w roku 2005 nakładem wydawnictwa WAB.

## Fabuła
Poza prologiem, w którym opisane jest założenie nacjonalistycznej organizacji Burów o nazwie Afrykanerski Związek Braci w roku 1918, akcja powieści ma miejsce w roku 1992. Można w niej wyróżnić dwa równoległe wątki – jeden opowiadający o czasach pod koniec Apartheidu w Republice Południowej Afryki, gdzie urzędujący prezydent Frederik Willem de Klerk, przywódca afrykanerskiej mniejszości, wkrótce straci władzę na rzecz afrykańskiej większości reprezentowanej przez Afrykański Kongres Narodowy – oznaczać to będzie zakończenie trwających od 44 lat represji rządów Afrykanerskiego Związku Braci. Jednocześnie inspektor Kurt Wallander prowadzi śledztwo w sprawie agentki pośrednictwa nieruchomościami, która zaginęła w pobliżu Ystad. Po odnalezieniu zwłok kobiety, przy których znaleziono również odcięty czarny palec, detektyw Wallander zaczyna zdawać sobie sprawę, że cała sprawa jest głęboko zakorzeniona w historii i ma związek z obecnymi zmianami w RPA, gdzie ekstremistyczna komórka Związku Braci planuje zamach na Nelsona Mandelę w celu doprowadzenia do wojny domowej.
Książka wydana została w roku 1993, za rządów Partii Narodowej RPA i Afrykanerów.

## Adaptacja
- W roku 1996 na podstawie Białej lwicy szwedzka telewizja nakręciła film, w którym rolę Wallandera zagrał Rolf Lassgård.
- W 2016 roku motywy powieści zostały luźno wykorzystane w pierwszym epizodzie czwartego sezonu brytyjskiego serialu Wallander.